# 封閉系統
在古典力學之中，封閉系統是指一個不與外界交換能量（功或熱能）且不交換質量的系統。
在熱力學之中，封閉系統是指一個只與外界交換能量（功或熱能）而不交換質量的系統。
假如一個只擁有一種粒子（原子或分子）的系統進行化學反應時，過程中所有種類的粒子都可以被生成或破壞。但是，封閉系統內的原子數目將會守恒。數學上可以寫成：
{\displaystyle \sum _{j=1}^{m}a_{ij}N_{j}=b_{i}^{0}}
- {\displaystyle N_{j}} j分子數目
- {\displaystyle a_{ij}} i原子在j分子內的數目
- {\displaystyle b_{i}^{0}} i原子總數

如果反應系統是個封閉系統，則{\displaystyle b_{i}^{0}}為一常數。封閉系統內每一種元素都可以建立這種方程式。
在量子力學中，封閉系統等同於孤立系統。而只與外界交換能量的系統會被視為開放系統。